# 関包スチール
関包スチール株式会社（かんぽうスチール、英: KANPOH Steel Corporation）は、大阪市に本社を置く鉄鋼メーカーである。

## 主要事業所
- 本社
  - 大阪府大阪市西区靱本町1-6-21
- 営業所
  - 大阪営業部
  - 浦安事業所
  - 東京営業所
  - 名古屋営業所

## 生産拠点
- 本社工場
- 大阪工場
- 和歌山工場
- 和歌山雑賀崎工場
- 高槻工場
- 広島工場
- 広島大和工場
- 福岡工場

## 関連企業
- 関包スチール工業
  - 鹿島工場
  - 仙台工場（昭和56年11月9日稼働開始）

- 新潟関包スチール
- エス・エス・シー
- エス・エス・シー九州
- ケイエスガルバ
- 明興関包スチール
- サンユー